# Pačarađa
Pačarađa (en serbe cyrillique : Пачарађа) est un village de Serbie situé dans la municipalité de Kuršumlija, district de Toplica. Au recensement de 2011, il comptait 40 habitants.

## Démographie
| 1948 | 1953 | 1961 | 1971 | 1981 | 1991 | 2002 | 2011 |
| ---- | ---- | ---- | ---- | ---- | ---- | ---- | ---- |
| 213  | 245  | 248  | 179  | 138  | 78   | 41   | 40   |

|  |